# Subdivisões da Sérvia
A organização territorial da Sérvia é regulada pela Lei de Organização Territorial, adotada pela Assembleia Nacional da Sérvia em 29 de dezembro de 2007. Nos termos desta Lei, as unidades de organização territorial são: municípios, cidades e províncias autônomas.
A Sérvia está também dividida em 29 distritos conforme promulgação do governo de 29 de janeiro de1992.

## Municípios e cidades
A Sérvia está dividida em 150 municípios (sérvio: opštine) e 24 cidades (gradovi), que formam as unidades básicas de auto-governo local. 
Dos 150 municípios, 83 estão localizados na Sérvia central, 39 em Voivodina e 28 no Kosovo.
Das 24 cidades, 17 estão na Sérvia central, 6 em Voivodina e 1 no Kosovo.

### Municípios
Como em muitos outros países, os municípios são as unidades básicas de auto-governo local na Sérvia. Cada município possui uma assembleia, eleita a cada 4 anos através de eleições locais, um presidente municipal, serviços públicos e um orçamento. Os municípios geralmente possuem mais de 10.000 habitantes.

### Cidades
As cidades são um outro tipo de auto-governo local. Territórios com status de "cidade" geralmente possuem mais de 100.000 habitantes, por outro lado são bastante similares aos municípios. Existem 23 cidades, cada uma possuindo assembleia e orçamento próprios. Apenas as cidades possuem prefeitos, embora os presidentes de municípios sejam muitas vezes referidos como "prefeitos" no uso diário. 
As cidades podem e não podem estar divididas em "municípios de cidade" (sérvio: gradske opštine). Cinco cidades, Belgrado, Novi Sad, Niš, Požarevac e Kragujevac compreendem vários municípios, dividos em "urbanos", na própria cidade, e "suburbanos". As competências das cidades e seus municípios são divididas. Destas cidades, apenas Novi Sad não se submeteu a transformação completa, uma vez que o recém-formado município de Petrovaradin só existe formalmente. Desta forma, o município de Novi Sad é amplamente equiparado a Cidade de Novi Sad (o maior município do país, com cerca de 300 mil habitantes). Existem 31 "municípios de cidade" (17 em Belgrado, 5 em Niš, 5 em Kragujevac, 2 em Novi Sad e 2 em Požarevac).

## Províncias autônomas

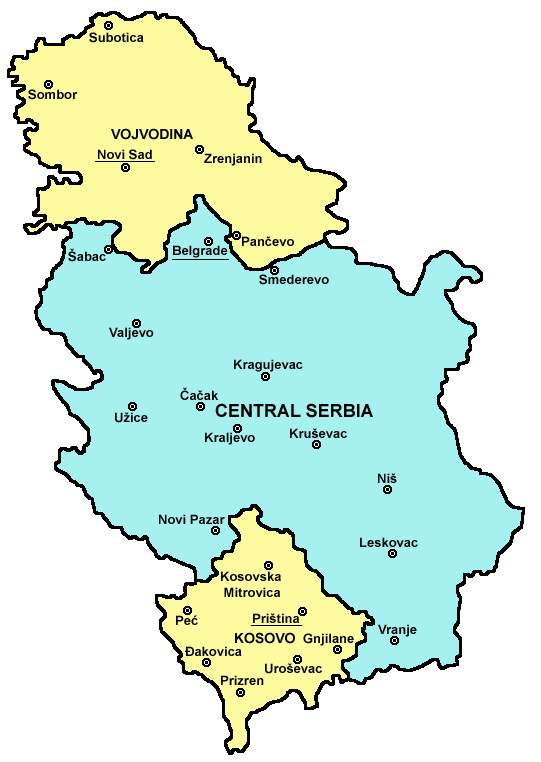
Mapa da Sérvia, com as províncias autônomas de Kosovo e Voivodina.

A Sérvia possui duas províncias autônomas: Voivodina no norte (que inclui 39 municípios e 6 cidades) e Kosovo e Metohija no sul (com 28 municípios e 1 cidade). A Província Autônoma de Kosovo e Metohija (ou abreviadamente apenas Kosovo) foi transferida para a administração da UNMIK desde junho de 1999, após o bombardeio da OTAN na Iugoslávia. Em fevereiro de 2008, o Governo do Kosovo declarou sua independência, um movimento reconhecido pela minoria dos países (a maioria da União Europeia e EUA) mas não reconhecido pela Sérvia e pelas Nações Unidas.
As províncias autônomas possuem sua própria assembleia e conselho executivo (governo). Elas possuem autonomia sobre certos assuntos como educação e cultura.
A área localizada entre Voivodina e Kosovo é chamada Sérvia central. A Sérvia central não é uma divisão administrativa  (ao contrário das províncias autônomas), não possuindo, portanto, governo regional próprio. 

## Distritos

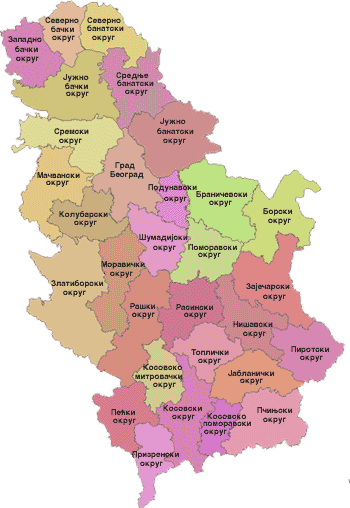
Os 30 distritos da Sérvia, incluindo a cidade de Belgrado

Os municípios e cidades estão agrupados em distritos (sérvio: Округ - Okrug) que são centros regionais da autoridade do Estado, mas não possuem assembleias próprias; apresentam divisões meramente administrativas, e abrigam diversas instituições estatais, como os fundos, as repartições públicas e os tribunais. Os distritos não estão definidos pela Lei de Organização Territorial, mas estão organizados por ato do Governo de 29 de janeiro de 1992.
Considerando a cidade de Belgrado, que possui também estatuto de distrito, a Sérvia está dividida em 30 distritos (18 na Sérvia central, 7 em Voivodina e 5 no Kosovo). A administração da UNMIK adotou uma nova organização territorial para Kosovo em 2000, não reconhecida pela Sérvia (vide abaixo).

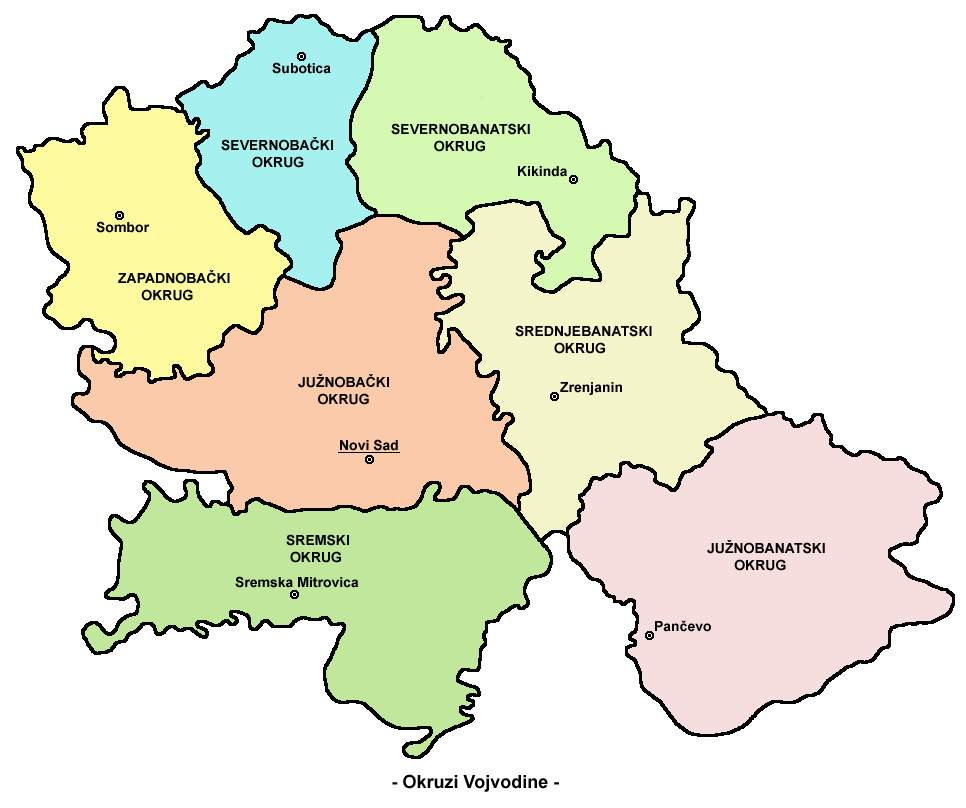
Distritos da Voivodina
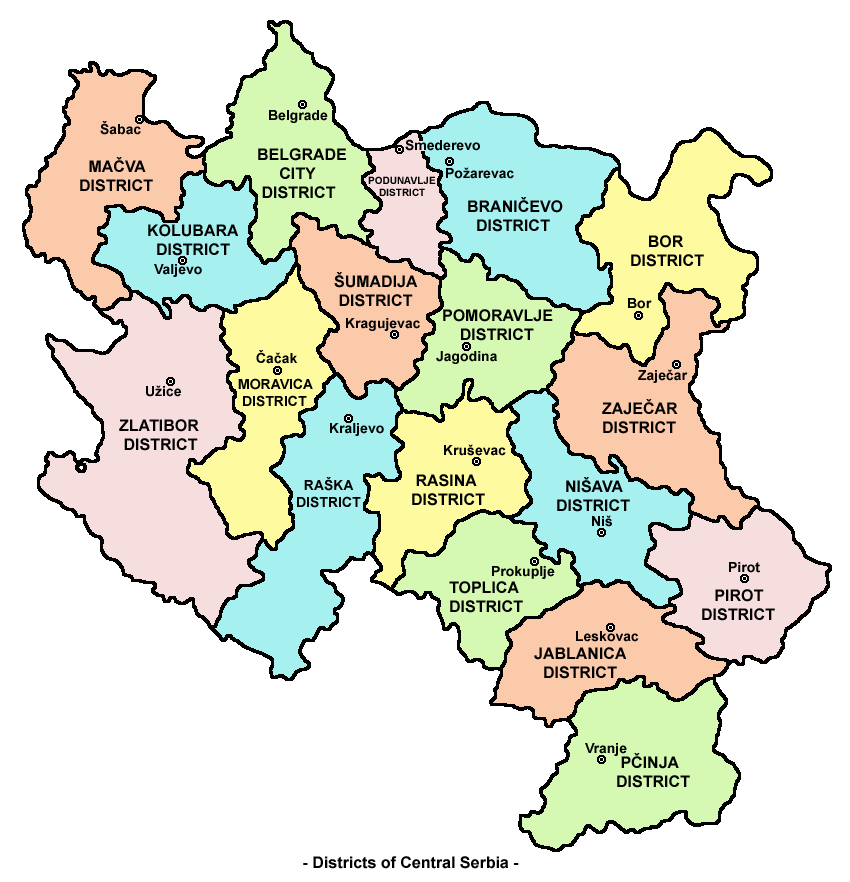
Distritos da Sérvia Central
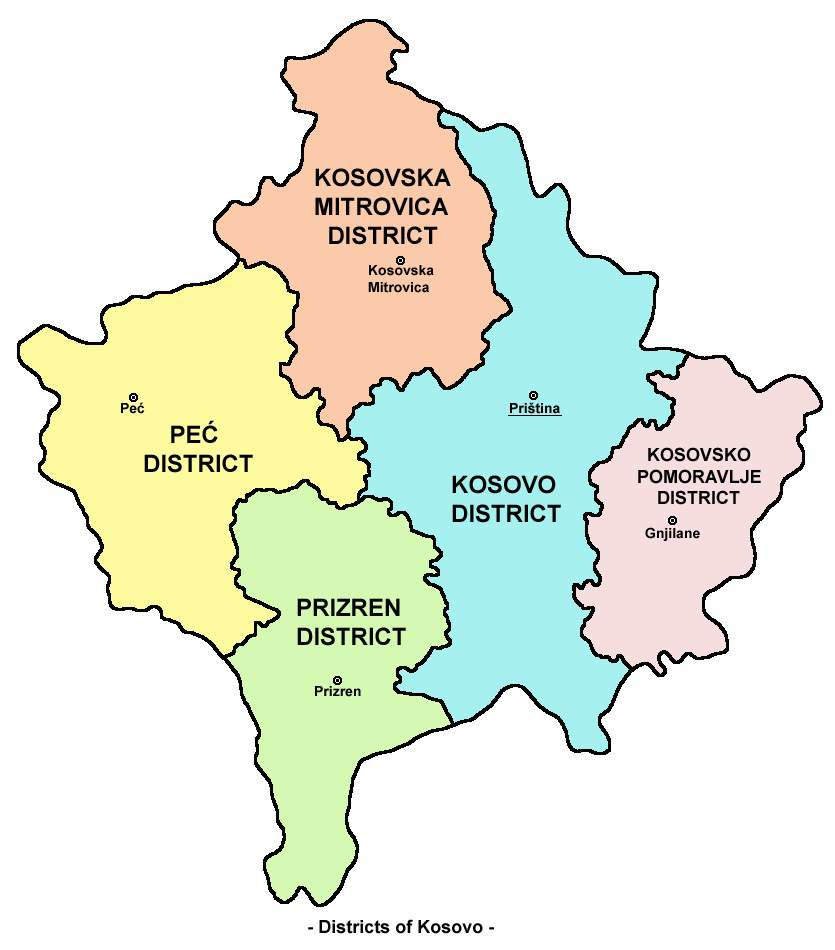
Distritos do Kosovo

## Subdivisões de Kosovo

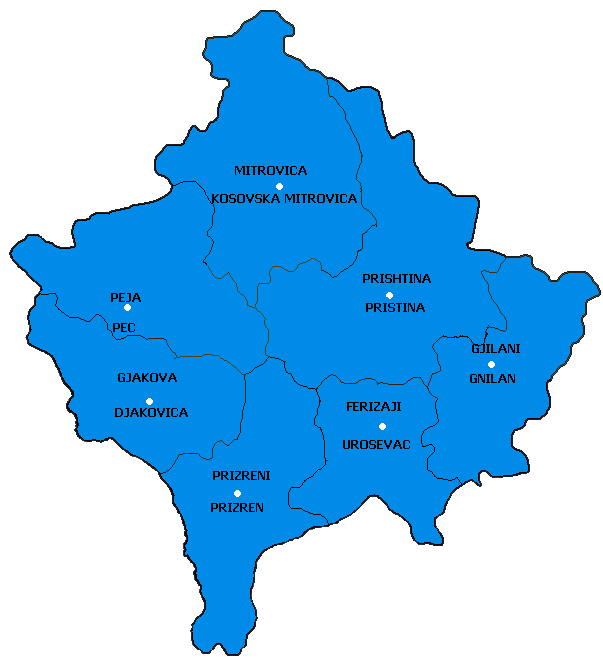
Distritos estabelecidos pela UNMIK no Kosovo.

Embora as leis sérvias tratam Kosovo como qualquer outra parte da Sérvia, e a divide em 5 distritos, 28 municípios e 1 cidade, a administração da UNMIK adotou uma nova organização territorial para Kosovo em 2000. Esta mudança não é reconhecida pela Sérvia, mas é reconhecida pela auto-proclamada República do Kosovo. De acordo com a nova subdivisão, Kosovo está dividido em 7 distritos e 37 municípios (8 novos municípios foram criados: Mališevo, Đeneral Janković, Gračanica, Junik, Klokot-Vrbovac, Mamuša, Parteš e Ranilug). Os distritos "sérvios" funcionam nas áreas onde os sérvios de Kosovo vivem, mas são apenas reconhecidos pelos sérvios, enquanto que os distritos da "UNMIK", que funcionam em todo Kosovo, são reconhecidos apenas pelos albaneses do Kosovo.

## Regiões estatísticas
Em 2009, a Assembleia Nacional da Sérvia adotou a Lei sobre Igualdade de Desenvolvimento Territorial que formou 7 regiões estatísticas no território da Sérvia. A Lei foi alterada em 7 de abril de 2010, de forma que o número de regiões foi reduzido para 5. A Região Leste foi unida com a Região Sul e  Šumadija foi unida a Região Oeste.
As regiões estatísticas são:
- Vojvodina
- Belgrado
- Šumadija e Sérvia Ocidental
- Sérvia do Sul e Oriental
- Kosovo e Metohija

## História

### 1974-1990

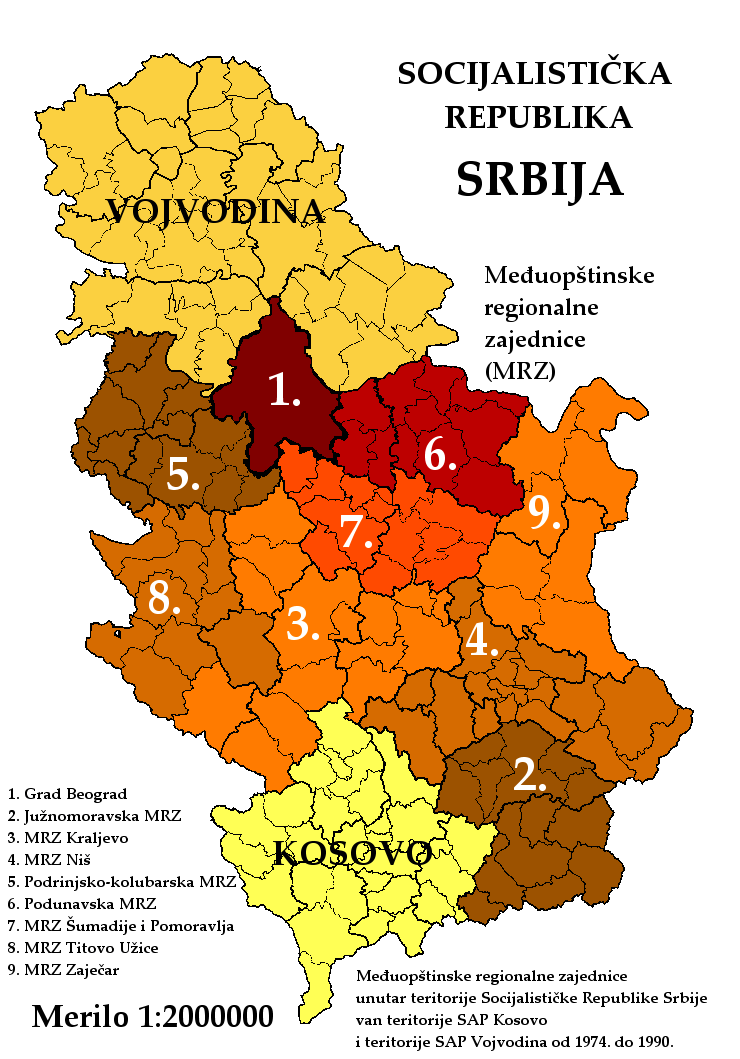
Comunidades Regionais Intermunicipais da República Socialista da Sérvia na Sérvia central, de 1974/1975 a 1990.

A República Socialista da Sérvia, e posteriormente a República da Sérvia (a partir de 29 de setembro de 1990) possuía uma divisão administrativa complexa na Sérvia central. Ela era subdividida em nove Comunidades Regionais Intermunicipais (Međuopštinske regionalne zajednice - MRZ). Eram elas:
1. Morava do Sul (Južnomoravska MRZ, centro administrativo em Leskovac),
2. MRZ Kraljevo (centro administrativo em Kraljevo),
3. MRZ Niš (centro administrativo em Niš),
4. Podrinje-Kolubara (Podrinjsko-kolubarska MRZ, centro administrativo em Valjevo),
5. Podunavlje (Podunavska MRZ, centro administrativo em Semêndria),
6. Šumadija e Pomoravlje (MRZ Šumadije i Pomoravlja, centro administrativo em Kragujevac),
7. MRZ Titovo Užice (centro administrativo em Titovo Užice), e
8. MRZ Zaječar (centro administrativo em Zaječar).

A Cidade de Belgrado (número 1 no mapa) era considerada a Área da Cidade Capital da Sérvia e oficialmente designada como Coletividade dos Municípios da Cidade de Belgrado, também conhecido como a Grande Belgrado (ou Área da Região Metropolitana de Belgrado) na literatura geográfica.
Os MRZs existiram oficialmente até 31 de dezembro de 1990.